# Iván Helguera
Iván Helguera, né le 28 mars 1975 à Santander (Cantabrie), était un footballeur international espagnol. Défenseur central, il pouvait également occuper le poste de milieu défensif. Il est désormais entraîneur.

## Carrière
Iván Helguera a joué pour le Manchego CF, Albacete Balompié, l'AS Rome, l'Espanyol Barcelone mais c'est au Real Madrid qu'il a passé la plus grande partie de sa carrière. Avec les madrilènes, Helguera a remporté la Ligue des champions à deux reprises, en 2000 et 2002. Au niveau international, il a joué plus de 45 matchs pour l'équipe d'Espagne de football et a participé à l'Euro 2000, à la Coupe du monde 2002 et à l'Euro 2004. Non retenu par le sélectionneur Luis Aragonés, il n'a pas participé à la Coupe du monde 2006 ni à l'Euro 2008.
Bien installé dans l'équipe du Real, Helguera voit lors de la saison 2006-07 son numéro 6 de maillot attribué à Mahamadou Diarra. Il reçoit le numéro 21 et doit s'entraîner avec la réserve alors que son contrat ne prend fin qu'en juin 2007. L'espagnol parvient cependant à participer au sacre de son club en championnat. 
Mais le 20 juin 2007, Helguera quitte définitivement Madrid et signe en faveur du Valence CF un contrat de 3 ans.
En juillet 2020, il devient entraîneur de Las Rozas CF qui joue en Segunda División B.

## International
- 47 sélections en équipe nationale (3 buts)
- Première sélection : 18 novembre 1998, Italie - Espagne (2-2)
- Premier but en sélection : 24 mars 2001, Espagne - Liechtenstein (5-0)
- Une participation en Coupe du monde de football : 2002, 5 matches.

## Buts en sélection
| Buts en sélection de Ivan Helguera | Buts en sélection de Ivan Helguera | Buts en sélection de Ivan Helguera | Buts en sélection de Ivan Helguera | Buts en sélection de Ivan Helguera | Buts en sélection de Ivan Helguera | Buts en sélection de Ivan Helguera                       |
| #                                  | Date                               | Lieu                               | Adversaire                         | Score                              | Résultats                          | Compétitions                                             |
| ---------------------------------- | ---------------------------------- | ---------------------------------- | ---------------------------------- | ---------------------------------- | ---------------------------------- | -------------------------------------------------------- |
| 1                                  | 24 mars 2001                       | Stade José-Rico-Pérez, Alicante    | Liechtenstein                      | 1-0                                | 5-0                                | Tours préliminaires à la Coupe du monde de football 2002 |
| 2                                  | 28 mars 2001                       | Stade de Mestalla, Valence         | France                             | 1-0                                | 2-1                                | Match amical                                             |
| 3                                  | 2 avril 2003                       | Estadio Reino de León, León        | Arménie                            | 2-0                                | 3-0                                | Éliminatoires Euro 2004                                  |

## Palmarès
- Vainqueur de la Ligue des champions en 2000 et 2002 avec le Real Madrid.
- Vainqueur de la Coupe intercontinentale en 2002 avec le Real Madrid.
- Vainqueur de la Supercoupe de l'UEFA en 2002 avec le Real Madrid.
- Vainqueur du Championnat d'Espagne de football en 2001, 2003 et 2007  avec le Real Madrid.
- Vainqueur de la Supercoupe d'Espagne en 2003 avec le Real Madrid.
- Vainqueur de la Coupe d'Espagne en 2008 avec le Valence CF.